# Грађевинско-саобраћајна школа Приштина
Грађевинско-саобраћајна школа Приштина је образовна установа која функционише у образовном систему Републике Србије као средња стручна школа. Седиште школе је у Грачаници на Косову и Метохији, а измештено је из Приштине након рата 1999. године.

## Историја
Грађевинско-саобраћајна школа Приштина има дугу традицију. Основана је 1963. године у Приштини под називом Технички центар „19. Новембар”. Од 28.октобра 1979.године школа мења назив у ЦСУОВ „19 Новембар”. Промена назива школе из ЦСУОВ „19 Новембар” у назив Грађевинска школа „19 новембар” заснива се од 29. јануара 1992. године, а од 22. марта 1994. године мења назив у Грађевинско-саобраћајна школа Приштина.
После рата на Косову и Метохији 1999. године школа принудно мења своје седиште и привремено се измешта из Приштине у Грачаницу и наставља са радом у просторијама ОШ „Краљ Милутин”, са знатно ослабљеним капацитетима за рад, васпитање и образовање ученика. Поред Грађевинско-саобраћајне школе, у згради је била смештена и Медицинска школа Приштина, која је такође принудно измештена из свога седишта у Приштини. Од 13. марта 2022. године, Медицинска школа Приштина је добила измештено седиште у Лапљем Селу у Средњошколском центру, док је Грађевинско-саобраћајна школа остала да функционише у Грачаници.
Грађевинско-саобраћајна школа заузима значајно место у образовању на Косову и Метохији. Својом организацијом образовно-васпитног рада, високообразованим кадром, сталним унапређењем наставног процеса, спремно се опире и опстаје пратећи савремене токове.
После завршене возачке обуке, сви ученици имају право на бесплатну возачку дозволу „Б“ категорије. Осим ове обуке, ученицима који упишу смер техничар за логистику и шпедицију следи и бесплатна обука за виљушкара, а они који упишу смер возач моторних возила добијају бесплатну обуку за „Ц“ категорију.